# Симм, Пеэтер
Пе́этер Си́мм  (род. 24 февраля 1953, Кивиыли) — советский и эстонский кинорежиссёр и сценарист.

## Биография
Окончил с отличием ВГИК в 1976 году по специальности кино- и телережиссёр, ученик профессора А. Столпера. С 1977 года работал в Таллинфильме. С 90-х годов — свободный режиссёр игровых и документальных фильмов. Наибольшую известность у российского зрителя ему принес художественный фильм «Георг» (2007) (фильм о Георге Отсе). Фильмы «Идеальный пейзаж», «Человек, которого не было», «Арабелла», «Американские горки» и др. отмечены премиями на кинофестивалях. Награждён Орденом Белой Звезды 5-й степени (2001).
Лауреат Национальной премии Эстонии в области культуры (2025).

## Фильмография

### Режиссёр
- 1976 — Леший (короткометражный)
- 1978 — Гадание на ромашке (новелла «Татуировка»)
- 1978 — Стерео (короткометражный)
- 1980 — Что посеешь...
- 1983 — Арабелла — дочь пирата
- 1985 — Обездоленные
- 1987 — Танцы вокруг парового котла
- 1989 — Человек, которого не было
- 1994 — Американские горки (Венгрия, Франция, Эстония)
- 2001 — Хорошие руки (Латвия, Эстония)
- 2005 — Достало! (Эстония, Германия)
- 2007 — Георг (Россия, Эстония, Финляндия)
- 2012 — Одинокий остров (Беларусь)

### Сценарист
- 1976 — Леший (короткометражный)
- 1978 — Стерео (короткометражный)
- 1983 — Арабелла — дочь пирата
- 1994 — Американские горки (Венгрия, Франция, Эстония)
- 2001 — Хорошие руки (Латвия, Эстония)
- 2012 — Одинокий остров (Беларусь)

### Актёр
- 1980 — Гибель 31 отдела
- 1981 — Рождество в Вигала — Константин Пятс